# Annegrit Brießmann

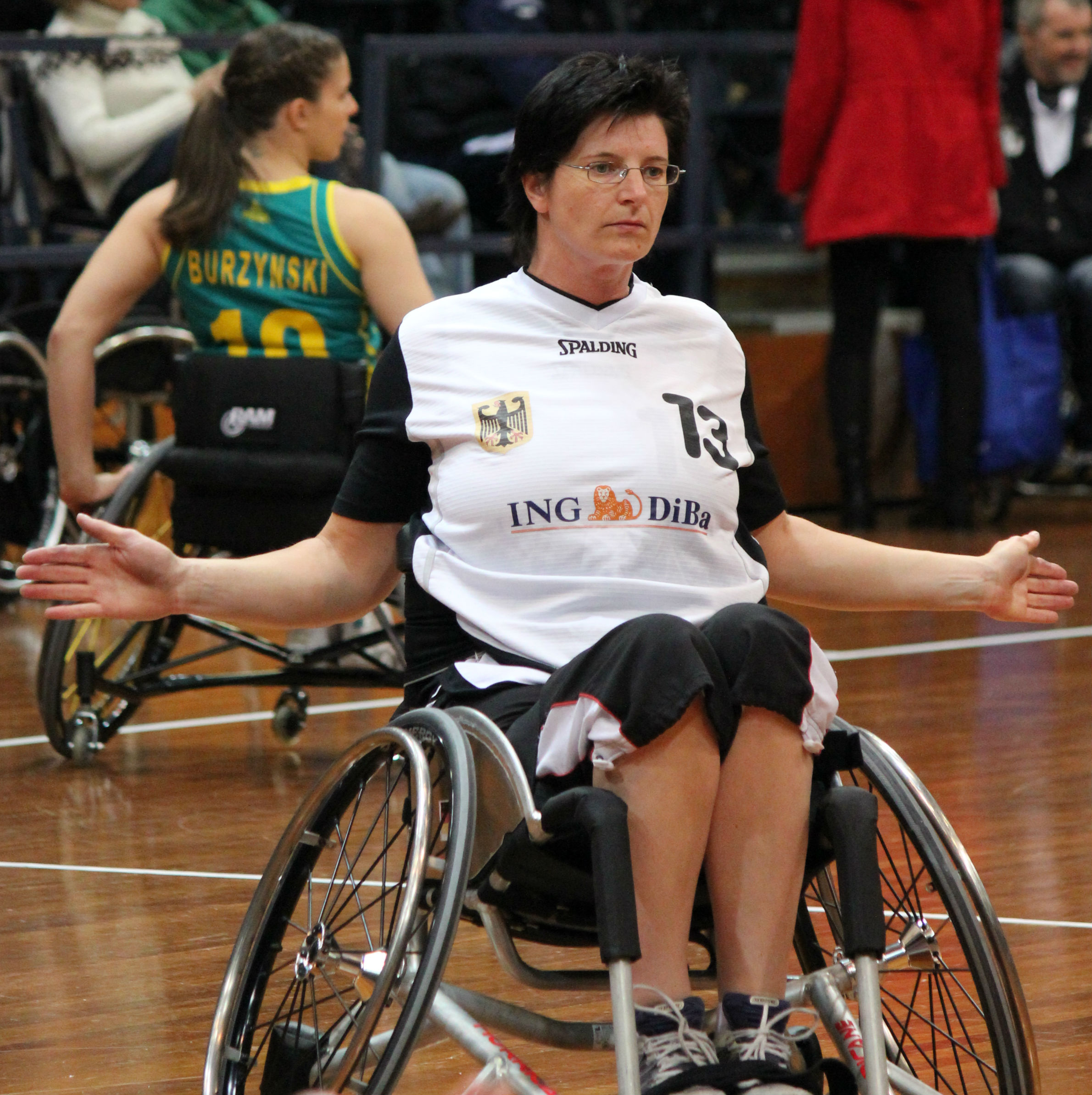
Anne Brießmann 2012

Annegrit „Anne“ Brießmann (* 28. Juli 1972 in Ober-Beerbach) ist eine deutsche Rollstuhlbasketballspielerin.
Die Einhäuserin war Diskuswerferin und gewann Bronze bei den Europameisterschaften in den Niederlanden. Dann wurde jedoch ihre Klasse aus dem Programm der Paralympics gestrichen, so dass sie zum Basketball wechselte, das sie bereits freizeitmäßig betrieb. Sie spielte in Darmstadt und Aschaffenburg, ehe sie 2010 zu den Mainhatten Skywheelers nach Frankfurt wechselte. Mit dem „Team Hessen“ wurde sie 2009, 2011 und 2012 Deutsche Meisterin.
2012 wurde Brießmann erstmals in die deutsche Nationalmannschaft berufen. Bei den Paralympics 2012 in London gewann sie mit der deutschen Mannschaft die Goldmedaille.
Von Bundespräsident Joachim Gauck wurde Brießmann 2012 mit dem Silbernen Lorbeerblatt ausgezeichnet.